# Prasco
Prasco (piemontesisch Prasch) ist eine Gemeinde in der italienischen Provinz Alessandria (AL), Region Piemont.

## Lage und Einwohner
Die Gemeinde Prasco liegt 38 Kilometer südlich von der Provinzhauptstadt Alessandria zwischen Städten Acqui Terme und Ovada im Alto Monferrato, das für seine Weinproduktion bekannt ist. Das Gemeindegebiet umfasst eine Fläche von 6 km² und hat 495 (Stand 31. Dezember 2023) Einwohner.
Die Nachbargemeinden sind Cremolino, Morbello, Morsasco und Visone.

### Verkehrsanbindung

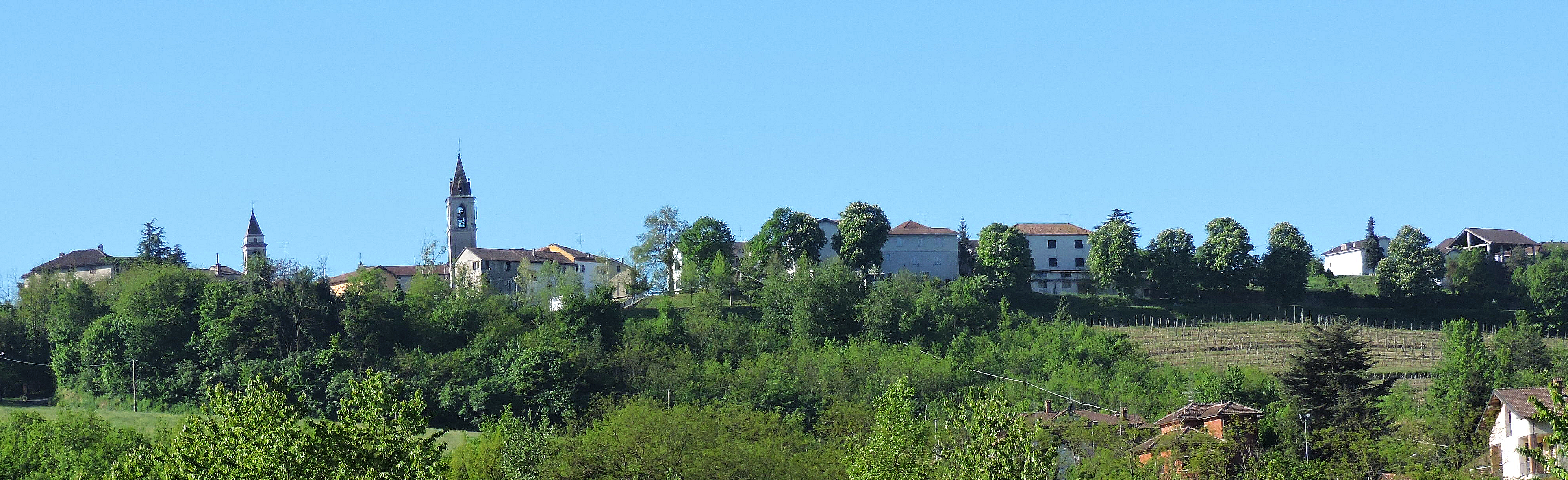
Panorama von Prasco

Zusammen mit ihrer Nachbargemeinde Cremolino hat Prasco seit dem 18. Juni 1893 einen Bahnhof an der Bahnstrecke Asti–Genua. Im 13 Kilometer entfernten Belforte Monferrato hat die Gemeinde Anschluss an die Autostrada A26, in Richtung Genua und Alessandria.

## Geschichte
Sein Name leitet sich vom lateinischen Wort PRATUM mit der Endung -ASCO ab, wie aus den ersten toponymischen Belegen von „Pradascus“ und „Prascus“ hervorgeht. Aus dem Jahr 1198 stammt die Erwähnung von PERASCHUS, aus dem später „Predascus“ und „Preasco“ wurden. Seine Ursprünge reichen bis ins Mittelalter zurück. Die erste Erwähnung seiner Besiedlung findet sich in einem Dokument und einer Urkunde aus dem 10. Jahrhundert, in der die Markgrafen von Occimiano es den Menschen von Alessandria schenkten. Vor Ort gründeten die Zisterzienserinnen von Satronorio im 13. Jahrhundert ein kleines Hospizkloster.
Zunächst war es ein Lehen der Markgrafen Malaspina, De Regibus und Spinola, später ging es als Grafschaft an die Grafen Piuma über, die bereits Herren von Roccaverano waren.

## Sehenswürdigkeiten
- Die Burg, erbaut im 12. Jahrhundert. Die heutige Form stammt aus dem 16. Jahrhundert. Es war einst im Besitz der Familien Malaspina, Spinola und Piuma und ist seit über zwei Jahrhunderten im Besitz der Grafen Gallesio-Piuma.[3]
- Das Oratorium San Giovanni Battista, erbaut 1890.
- Die Pfarrkirche der Heiligen Nazario und Celso, eine Rekonstruktion eines Gebäudes aus dem 16. Jahrhundert.
- Die Kirche San Rocco aus dem 17. Jahrhundert.
- Die Kirche Sant’Antonio, wahrscheinlich um das Jahr 1700 erbaut.
- Die Pfarrkirche San Defendente.
- Die Pfarrkirche der Heiligen Nazario und Maurizio, die im 12. Jahrhundert erbaut wurde und sich auf dem örtlichen Friedhof befindet.

## Kulinarische Spezialitäten
In Prasco werden Reben des Dolcetto für den Dolcetto d’Ovada, einen Rotwein mit DOC Status angebaut. Die Beeren der Rebsorten Spätburgunder und/oder Chardonnay dürfen zum Schaumwein Alta Langa verarbeitet werden. Die Sorte Barbera geht in den Barbera del Monferrato ein.